# Passat (Nunatak)
Der Passat ist ein 145 m hoher Nunatak an der Prinzessin-Martha-Küste des ostantarktischen Königin-Maud-Lands. Er ragt 1,5 km nordöstlich des Nunatak Boreas an der Mündung des Schytt-Gletschers in das Jelbart-Schelfeis auf.
Entdeckt und benannt wurde der Nunatak bei der Deutschen Antarktischen Expedition 1938/39 unter der Leitung des Polarforschers Alfred Ritscher. Namensgeber ist die Passat, eine Dornier Wal, welche die Lufthansa der Forschungsreise als eines von zwei Flugzeugen zur Verfügung stellte.